# Ichneumon lewisii
Ichneumon lewisii är en stekelart som beskrevs av Cresson 1864. Ichneumon lewisii ingår i släktet Ichneumon och familjen brokparasitsteklar. Inga underarter finns listade i Catalogue of Life.